# Регенерация (Доктор Кой)
В британския научнофантастичен сериал Доктор Кой регенерацията е биологична способност на Времевите лордове, раса фиктивни хуманоиди от планетата Галифрей. Процесът позволява на стар, ранен или умиращ Времеви лорд да претърпи трансформация в нова физическа форма и донякъде различен характер. Процесът е използван единадесет пъти в историята на сериала като средство за въвеждане на нов актьор в главната роля на Доктора. Настоящата инкарнация на Доктора се играе от Питър Капалди, след като Единадесетия Доктор (изигран от Мат Смит) регенерира по време на коледния епизод The Time of the Doctor през 2013 г.

## История
Идеята за регенерацията се заражда през 1966 г. от сценаристите на Доктор Кой като начин да сменят главния герой. Ролята на Доктора е играна от Уилям Хартнел от започването на сериала през 1963 г., но здравето на актьора се влошава през 1966 г. Хартнел и продуцентът стигат до заключението, че Хартнел трябва да напусне. Така в края на The Tenth Planet Първият Доктор пада на земята поради старост и умора, след като преди това е отбелязал, че тялото му отслабва. Тогава, пред очите на спътниците си Бен и Поли, той се трансформира във Втория Доктор, изигран от Патрик Траутън. 